# Jan de Vries (linguiste)
Pour les articles homonymes, voir Jan de Vries et de Vries.
Jan Pieter Marie Laurens de Vries (11 février 1890, Amsterdam — 23 juillet 1964, Utrecht) est un linguiste et mythographe néerlandais, spécialiste de la mythologie germanique et de la mythologie celtique. Professeur à l'université de Leyde de 1926 à 1945, il est l'auteur de nombreux travaux de référence, toujours utilisés aujourd'hui.

## Biographie
Jan de Vries a étudié à Amsterdam le néerlandais, le proto-germanique, le sanskrit, le prakrit et le pali. Il a reçu son doctorat en 1915. De 1914 à 1918 durant la Première Guerre mondiale, il est officier. De 1919 à 1926, il travaille comme professeur de néerlandais dans une école secondaire à Arnhem. De 1925 à 1945, il enseigne l'Antiquité germanique à l'université de Leyde.
Durant l'occupation allemande des Pays-Bas pendant la Seconde Guerre mondiale, Jan de Vries collabore et témoigne une sympathie active pour l'Ahnenerbe. Ce qui le pousse en 1944 à fuir à Leipzig. Après la guerre, il perd ses titres académiques.
Jan de Vries a montré très tôt son goût pour la culture germanique (cf. bibliographe infra), y découvrant une conception aristocratique de la vie qu'il fait sienne. Toutefois, il rejette la doctrine d'une « race nordique » et est critiqué à plusieurs reprises par des nazis influents pour avoir différencié avec insistance la culture néerlandaise de l'allemande, pour avoir tenté d'éditer un journal ouvert aux critiques anti-nazis, et pour avoir cherché à ouvrir un cours sur l'ethnographie dans une université catholique. Il refuse de rejoindre le Parti nazi, et encourage l'esprit critique dans la préface de son ouvrage De Germanen (1941). Le verdict de son procès pour collaboration est que, malgré son intégrité morale, Jan de Vries a commis de sérieuses erreurs politiques. Il est condamné à de la prison ferme, mais peut reprendre ses activités de recherche et d'enseignement du néerlandais de 1948 à 1955 à Oostburg (Sluis).
Historien des religions de l'Europe païenne, ses travaux ne portent pas de trace de nazisme, et continuent à être respectés et souvent cités dans les études indo-européennes, tout particulièrement son ouvrage Altgermanische Religionsgeschichte, encore aujourd'hui l'étude la plus complète de mythologie germanique, ainsi que Altnordische Literaturgeschichte, une référence de la littérature ancienne nordique. Aux Pays-Bas, ses travaux sur l'étymologie, la toponymie et le folklore sont également appréciés.